# Christian Heinrich Fürchtegott Mörlin
Christian Heinrich Fürchtegott Mörlin (* 1787 in Camburg; † 1852 in Monstab) war ein deutscher Pfarrer und Kirchenlieddichter.

## Leben
Christian Heinrich Fürchtegott Mörlin studierte an der Universität Jena evangelische Theologie. 1805 wurde er Mitglied des Corps Saxonia Jena (I). Nach Abschluss des Studiums schlug er die Seelsorgerlaufbahn ein. Er wurde Archidiaconus zu Altenburg und später Pfarrer in Monstab. Er dichtete einige Kirchenlieder, die in Lieder für das Reformationsfest (erschienen Altenburg 1817, herausgegeben von Christian Friedrich Heinrich Sachse) und dem Gesangbuch für das Fürstentum Reuß jüngerer Linie von 1865 Aufnahme fanden.